# Bacchisa parvula
Bacchisa parvula là một loài bọ cánh cứng trong họ Cerambycidae.